# الهيئة الفلسطينية للإعلام وتفعيل دور الشباب
الهيئة الفلسطينية للإعلام وتفعيل دور الشباب أو جمعية الشباب الفلسطيني للقيادة وتفعيل الحقوق (بيالارا) هي منظمة غير حكومية للاتصالات والإعلام موجهة للشباب الفلسطينية تهدف إلى توفير منفذ إبداعي للشباب الفلسطينيين المحبطين بسبب الصراع الإسرائيلي الفلسطيني. تستخدم بيالارا نظاماً تعليمياً مفتوحاً ثنائي الاتجاه بدلاً من الأسلوب التربوي أحادي الاتجاه الذي تفضله معظم المؤسسات التعليمية لنقل المعرفة.
تعلم الجمعية طلابها التعبير عن أنفسهم من خلال الاتصالات المكتوبة والشفوية والإعلامية المنشورة في صحيفة شهرية، "The Youth Times" وبرنامج تلفزيوني أسبوعي، "علي صوتك".
وينصب التركيز على التمكين من خلال التعرف على حقوق الأطفال والشباب، والحقوق المدنية والقانونية أثناء النزاع، وبناء الفريق، ورفع الوعي الثقافي، وحماية البيئة والنشاط الاجتماعي. يشارك الطلاب في الصحافة والإرشاد والمناصرة للتغلب على تهميش الشباب وعزلهم.
تعمل بيالارا مع اليونيسف ووزارة التربية والتعليم الفلسطينية ووزارة الإعلام ووزارة الشباب والرياضة والجامعات والكليات والمدارس والمنظمات غير الحكومية الفلسطينية.
خلال جائحة كوفيد-19، عملت المنظمة أيضًا بالشراكة مع دويتشه فيله لتدريس "التثقيف الإعلامي والمعلوماتي (MIL)".